# Critics’ Choice Movie Awards 2009

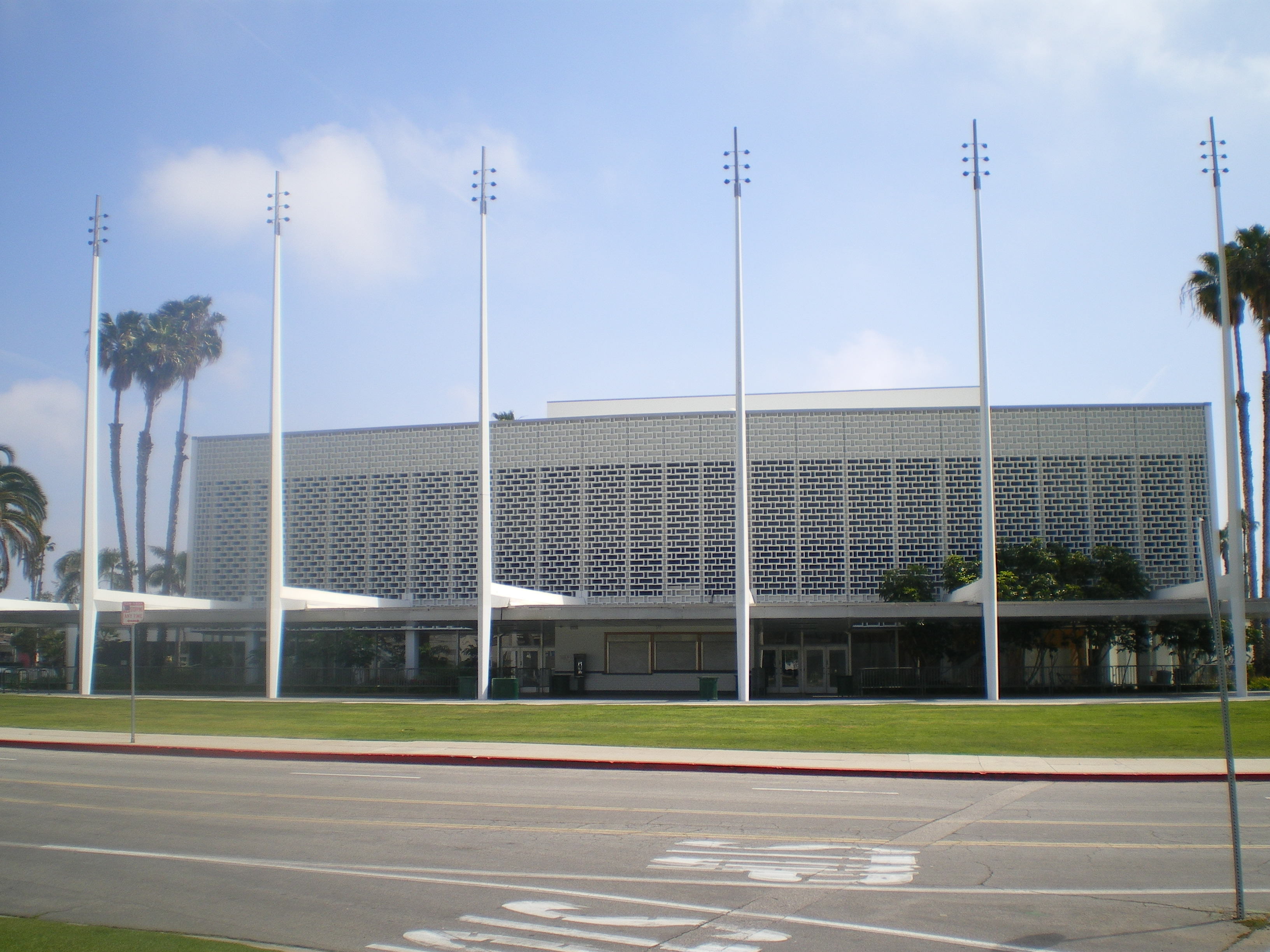
Das Santa Monica Civic Auditorium, Veranstaltungsort der Critics’ Choice Movie Awards 2009

Die Critics’ Choice Movie Awards 2009 wurden von der Broadcast Film Critics Association (BFCA) am 8. Januar 2009 im Santa Monica Civic Auditorium in Santa Monica, Kalifornien vergeben. Die Kritiker würdigten auf der insgesamt 14. Verleihung der Awards die besten Leistungen des Filmjahres 2008.
Die Nominierungen für die diesjährigen 17 Kategorien wurden am 9. Dezember 2008 bekanntgegeben.

## Gewinner und Nominierte
| Film                                   | N | A |
| -------------------------------------- | - | - |
| Der seltsame Fall des Benjamin Button  | 8 | 0 |
| Milk                                   | 8 | 2 |
| The Dark Knight                        | 6 | 2 |
| Glaubensfrage                          | 6 | 1 |
| Slumdog Millionär                      | 6 | 5 |
| Frost/Nixon                            | 4 | 0 |
| The Wrestler – Ruhm, Liebe, Schmerz    | 4 | 1 |
| Der fremde Sohn                        | 3 | 0 |
| Der Vorleser                           | 3 | 1 |
| WALL·E – Der Letzte räumt die Erde auf | 3 | 1 |

(fett: Gewinner / eingerückt: weitere Nominierte)

### Bester Film
Slumdog Millionär (Slumdog Millionaire)
Der fremde Sohn (Changeling)
Der seltsame Fall des Benjamin Button (The Curious Case of Benjamin Button)
The Dark Knight
Glaubensfrage (Doubt)
Frost/Nixon
Milk
Der Vorleser (The Reader)
WALL·E – Der Letzte räumt die Erde auf (WALL·E)
The Wrestler – Ruhm, Liebe, Schmerz (The Wrestler)

### Bester Hauptdarsteller
Sean Penn – Milk
Brad Pitt – Der seltsame Fall des Benjamin Button (The Curious Case of Benjamin Button)
Clint Eastwood – Gran Torino
Frank Langella – Frost/Nixon
Mickey Rourke – The Wrestler – Ruhm, Liebe, Schmerz (The Wrestler)
Richard Jenkins – Ein Sommer in New York – The Visitor (The Visitor)

### Beste Hauptdarstellerin
Anne Hathaway – Rachels Hochzeit (Rachel Getting Married)

Meryl Streep – Glaubensfrage (Doubt)
Angelina Jolie – Der fremde Sohn (Changeling)
Cate Blanchett – Der seltsame Fall des Benjamin Button (The Curious Case of Benjamin Button)
Kate Beckinsale – Nichts als die Wahrheit (Nothing But the Truth)
Melissa Leo – Frozen River – Auf dünnem Eis (Frozen River)

### Bester Nebendarsteller
Heath Ledger – The Dark Knight
James Franco – Milk
Josh Brolin – Milk
Philip Seymour Hoffman – Glaubensfrage (Doubt)
Robert Downey Jr. – Tropic Thunder

### Beste Nebendarstellerin
Kate Winslet – Der Vorleser (The Reader)
Marisa Tomei – The Wrestler – Ruhm, Liebe, Schmerz (The Wrestler)
Penélope Cruz – Vicky Cristina Barcelona
Taraji P. Henson – Der seltsame Fall des Benjamin Button (The Curious Case of Benjamin Button)
Vera Farmiga –  Nichts als die Wahrheit (Nothing But the Truth)
Viola Davis – Glaubensfrage (Doubt)

### Beste Jungdarsteller
Dev Patel – Slumdog Millionär (Slumdog Millionaire)
Brandon Walters – Australia
Dakota Fanning – Die Bienenhüterin (The Secret Life of Bees)
David Kross – Der Vorleser (The Reader)

### Bestes Schauspielensemble
Milk
Der seltsame Fall des Benjamin Button (The Curious Case of Benjamin Button)
The Dark Knight
Glaubensfrage (Doubt)
Rachels Hochzeit (Rachel Getting Married)

### Beste Regie
Danny Boyle – Slumdog Millionär (Slumdog Millionaire)
Christopher Nolan – The Dark Knight
David Fincher – Der seltsame Fall des Benjamin Button (The Curious Case of Benjamin Button)
Gus Van Sant – Milk
Ron Howard – Frost/Nixon

### Bestes Drehbuch
Simon Beaufoy – Slumdog Millionär (Slumdog Millionaire)
Eric Roth –  Der seltsame Fall des Benjamin Button (The Curious Case of Benjamin Button)
John Patrick Shanley – Glaubensfrage (Doubt)
Peter Morgan – Frost/Nixon
Dustin Lance Black – Milk

### Bester animierter Spielfilm
WALL·E – Der Letzte räumt die Erde auf (WALL·E)
Bolt – Ein Hund für alle Fälle (Bolt)
Kung Fu Panda
Madagascar 2 (Madagascar: Escape 2 Africa)
Waltz with Bashir (Vals im Bashir)
Space Chimps – Affen im All (Space Chimps)

### Bester Actionfilm
The Dark Knight
Indiana Jones und das Königreich des Kristallschädels (Indiana Jones and the Kingdom of the Crystal Skull)
Iron Man
James Bond 007: Ein Quantum Trost (Quantum of Solace)
Wanted
Der unglaubliche Hulk (The Incredible Hulk)

### Beste Komödie
Tropic Thunder
Burn After Reading – Wer verbrennt sich hier die Finger? (Burn After Reading)
Nie wieder Sex mit der Ex (Forgetting Sarah Marshall)
Vorbilder?! (Role Models)
Vicky Cristina Barcelona

### Bester Fernsehfilm
John Adams – Freiheit für Amerika (John Adams)
Coco Chanel
Recount

### Bester fremdsprachiger Film
Waltz with Bashir (Vals im Bashir)
Ein Weihnachtsmärchen (Un conte de Noël)
Gomorrha – Reise in das Reich der Camorra (Gomorra)
So viele Jahre liebe ich dich (Il y a longtemps que je t’aime)
So finster die Nacht (Låt den rätte komma in)
Der Mongole (Монгол)

### Bester Dokumentarfilm
Man on Wire – Der Drahtseilakt (Man on Wire)

Stealing America: Vote by Vote
I.O.U.S.A.
Roman Polanski: Wanted and Desired
Standard Operating Procedure
Young@Heart

### Bestes Lied
„The Wrestler“ aus  The Wrestler – Ruhm, Liebe, Schmerz (The Wrestler)
„Another Way to Die“ aus James Bond 007: Ein Quantum Trost (Quantum of Solace)
„Down to Earth“ aus WALL·E – Der Letzte räumt die Erde auf (WALL·E)
„I Thought I Lost You“ aus Bolt – Ein Hund für alle Fälle (Bolt)
„Jai Ho“ aus Slumdog Millionär (Slumdog Millionaire)

### Bester Komponist
A. R. Rahman – Slumdog Millionär (Slumdog Millionaire)
Clint Eastwood –  Der fremde Sohn (Changeling)
Alexandre Desplat – Der seltsame Fall des Benjamin Button (The Curious Case of Benjamin Button)
Hans Zimmer, James Newton Howard – The Dark Knight
Danny Elfman – Milk